# Christus Dominus
Christus Dominus es un decreto del Concilio Vaticano II sobre la función pastoral de los Obispos. Fue aprobado con 2.319 votos a favor y 2 en contra de los obispos reunidos en consejo y fue promulgado por el papa Pablo VI de 28 de octubre de 1965. El título Christus Dominus significa Cristo el Señor y se deriva de las primeras palabras del decreto.
El Decreto Christus Dominus trata sobre el papel de los obispos dentro de la Iglesia Católica.

## Colegio apostólico
La renovación del papel de los obispos en la Iglesia se centra principalmente en una renovación en su conjunto, buscando una mayor universalidad, sucediendo a la de los apóstoles en la enseñanza y el liderazgo de la Iglesia. Esta universalidad no existe sin tener como cabeza al sucesor de San Pedro.

En los tiempos actuales, sobre todo, no es raro que los Obispos no puedan cumplir su cometido oportuna y fructuosamente, si no estrechan cada día más su cooperación con otros Obispos. Y como las conferencias episcopales -establecidas ya en muchas naciones- han dado magníficos resultados de apostolado más fecundo, juzga este santo Concilio que es muy conveniente que en todo el mundo los Obispos de la misma nación o región re reúnan en una asamblea, coincidiendo todos en fechas prefijadas, para que, comunicándose las perspectivas de la prudencia y de la experiencia y contrastando los pareceres, se constituya una santa conspiración de fuerzas para el bien común de las Iglesias.
- Christus Dominus, Capítulo 37

## Nota preliminar
Como resultado del documento, surgieron quejas sobre la separación que había establecido el Concilio entre el Colegio de los Obispos y el Papa. Las reclamaciones fueron respondidas con notas explicativas y preliminares añadidas a la Constitución dogmática sobre la Iglesia, Lumen Gentium e impreso al final del texto.

Del Colegio, que no existe sin la Cabeza, se afirma que «es también sujeto de la suprema y plena potestad sobre la Iglesia universal». Lo cual debe admitirse necesariamente para no poner en peligro la plenitud de la potestad del Romano Pontífice. Porque el Colegio comprende siempre y necesariamente a su Cabeza, la cual conserva en el Colegio íntegramente su oficio de Vicario de Cristo y de Pastor de la Iglesia universal.
- Christus Dominus, Nota explicativa previa-3ª

## Conferencias Episcopales
En muchos países, los obispos ya habían empezado a desarrollar conferencias regulares para abordar los problemas comunes. El Concilio instó la instalación de este tipo de conferencias episcopales, confiándoles la responsabilidad de adaptar a las iglesias particulares las Normas Generales. Algunas decisiones adoptadas por las conferencias, son obligatorias para los obispos y sus diócesis, pero solo si es aprobada por mayoría de dos tercios y confirmadas por la Santa Sede.
COn este objetivo se crearon conferencias regionales como el CELAM, para ayudar a promover la acción conjunta a nivel regional o continental, pero sin el mismo poder legislativo.

## Controversia
Después de la publicación de la encíclica Humanae Vitae en 1968, surgieron algunos problemas respecto al concepto de la colegialidad. El hecho de que algunas conferencias episcopales se rebelaran abiertamente contra el Papa habría sido impensable durante el pontificado Pío XII. Algunos altos cargos de la Curia Romana lamentaron el hecho de que los líderes de las conferencias se comportaran como si fueran papas locales. Esta afirmación se basa en concreto, en un informe que hizo público en 1985 el cardenal Joseph Ratzinger (futuro Benedicto XVI). En una serie de entrevistas, el cardenal Ratzinger lamentó la falta de estructura, organización y coordinación entre Roma y las asambleas locales de Obispos católicos.

## Contenido
Los números corresponden a los capítulos:
- Proemio (1-3)
- Capítulo I: Los obispos con relación a toda la Iglesia (4-10)
  1. Papel que desempeñan los obispos con relación a la Iglesia universal (4-7)
  2. Los Obispos y la Santa Sede (8-10)
- Capítulo II: Los obispos con relación a las Iglesias particulares o diócesis (11-35)
  1. Los obispos diocesanos (11-21)
  2. Circunscripción de las diócesis (22-24)
  3. Cooperadores del Obispo diocesano en el cargo pastoral (25-35)
- Capítulo III: Los obispos de las distintas diócesis en colaboración para el bien común (36-43)
  1. Sínodos, concilios y, en especial, las conferencias episcopales (36-38)
  2. Circunscripción de las provincias eclesiásticas, erección de las regiones eclesiásticas (39-41)
  3. Los Obispos que desempeñan un cargo interdiocesano (42-43)
- Disposición general (44)